# Ekpyroza
Ekpyroza (gr. ἐκπύρωσις ekpyrosis) – spalanie, pojęcie filozofii stoickiej, w której oznacza cykliczny proces unicestwiania świata w ogniu. Odbywać się on ma po zakończeniu wszystkich etapów przekształcania materii tegoż świata.